# Jezero, Bihać
Jezero je naselje v občini Bihać, Bosna in Hercegovina. 

## Deli naselja
Jezero.

## Prebivalstvo
| Pregled števila prebivalcev po letih | Pregled števila prebivalcev po letih | Pregled števila prebivalcev po letih | Pregled števila prebivalcev po letih | Pregled števila prebivalcev po letih | Pregled števila prebivalcev po letih |
| ------------------------------------ | ------------------------------------ | ------------------------------------ | ------------------------------------ | ------------------------------------ | ------------------------------------ |
| 1948                                 | 1953                                 | 1961                                 | 1971                                 | 1981                                 | 1991                                 |
| -                                    | -                                    | -                                    | 463                                  | 502                                  | 568                                  |

| Narodna sestava prebivalstva po letih                                                                                      | Narodna sestava prebivalstva po letih                                                                                      | Narodna sestava prebivalstva po letih                                                                                      |
| --- | --- | --- |
| 1971 | 1981 | 1991 |
| . skupaj: 463 Muslimani 462 (99,78 %) Hrvati 0 (0,00 %) Srbi 0 (0,00 %) Jugoslovani 0 (0,00 %) drugi in neznano 1 (0,21 %) | . skupaj: 502 Muslimani 498 (99,20 %) Hrvati 0 (0,00 %) Srbi 0 (0,00 %) Jugoslovani 4 (0,79 %) drugi in neznano 0 (0,00 %) | . skupaj: 568 Muslimani 560 (98,59 %) Srbi 2 (0,35 %) Hrvati 0 (0,00 %) Jugoslovani 0 (0,00 %) drugi in neznano 6 (1,05 %) |